# SV Werden 08
Der SV Werden 08 e.V. (offiziell: Sportverein Werden 08 e.V.) war ein Sportverein aus dem Essener Stadtteil Werden. Die erste Fußballmannschaft spielte drei Jahre in der höchsten niederrheinischen Amateurliga.

## Geschichte
Der Verein wurde im Jahre 1908 gegründet. Im Jahre 1930 stiegen die Werdener in die seinerzeit zweitklassige 1. Bezirksklasse Ruhr auf und schafften ein Jahr später den Durchmarsch in die erstklassige Ruhrbezirksliga. Zwar stieg die Mannschaft als Tabellenletzter umgehend wieder ab, konnte im Saisonverlauf aber Rot-Weiss Essen mit 3:1 schlagen. Nach dem Ende des Zweiten Weltkrieges qualifizierten sich die Werdener 1946 für die Ruhrbezirksliga und ein Jahr später für die neu geschaffene Landesliga, die seinerzeit höchste Amateurliga am Niederrhein.
Trotz eines überraschenden 1:0-Sieges beim Meidericher SV in der Saison 1948/49 musste die Mannschaft am Saisonende die Landesliga verlassen, nachdem der SV Werden 08 in der Relegation am SC Kleve 63 scheiterte. Der direkte Wiederaufstieg wurde als Vizemeister hinter dem SV Byfang verpasst. Schließlich mussten die Werdener 1952 den Gang in die Kreisklasse antreten. Erst im Jahre 1962 gelang der Wiederaufstieg in die Bezirksklasse.

## Persönlichkeiten
- Clemens Wientjes

## Nachfolgevereine

### ASV Werden
Im Jahre 1972 fusionierte der SV Werden 08 mit dem im Jahre 1912 gegründeten VfB Werden zum ASV Werden. Dieser stieg im Jahre 1975 in die Landesliga auf. Fünf Jahre später stieg der ASV wieder in die Bezirksliga ab und wurde in der folgenden Saison 1980/81 in die Kreisliga durchgereicht. Erst zehn Jahre später gelang der Wiederaufstieg, bevor die Werdener in der folgenden Saison 1992/93 ohne einen einzigen Sieg wieder absteigen mussten.

### SC Werden-Heidhausen
Im Jahre 1995 fusionierte der ASV Werden mit dem SV Heidhausen zum SC Werden-Heidhausen. Dieser startete in der Kreisliga A und schaffte im Jahre 2005 den Aufstieg in die Bezirksliga. Dort wurde die Mannschaft in der Saison 2008/09 Vizemeister hinter dem SC Velbert. Im Jahre 2016 mussten die Werdener in die Kreisliga A absteigen und schafften drei Jahre später den Wiederaufstieg. 2025 folgte der Aufstieg in die Landesliga.
Die Heimspiele werden im Sportpark Löwental ausgetragen, der 5000 Zuschauern Platz bietet. Es wird auf Kunstrasen gespielt. Der SC Werden-Heidhausen brachte mit Niklas Stegmann einen Bundesligaspieler hervor, während der ehemalige Zweitligaprofi Ralf Zils als Trainer im Verein wirkte.